# 廣州市規劃委員會
廣州市規劃委員會是市政府處理廣州城鄉規劃（重要）決策的議事機構，於2006年11月中成立。而一般規劃事務由市規劃局（國土規劃委）負責。

## 架構

### 委員會
第一屆（2006～2012）時下設發展策略委員會和建築與環境藝術委員會兩個專業委員會。
第二届（2012～2017）時下設主任委員會、城市交通及市政設施委員會、建築環境與文化藝術委員會和專家顧問小組。
第三届（2017～ ）時下設主任委員會、規劃委員會、城市交通及市政設施專業委員會、地區規劃及城市設計專業委員會、城市更新專業委員會。

### 成員
根據委員會規定文件，由政府委員、專家和公眾代表委員兩部分構成，非政府部門成員為遴選後由市政府授予聘任書，政府的成員變動與人事變動協調變更。委員會與下設各委員會主席即主任，由當屆市政府正副首長兼任。

## 主要職能
- 審議城市發展戰略規劃、市域城鎮體系規劃、城市總體規劃或分區規劃、專項規劃；
- 審議控制性詳細規劃草案、控制性詳細規劃的調整方案，核定尚未編制控制性詳細規劃之地塊的規劃設計條件；
- 審議城市重大建設專案的選址意見；
- 審議城市設計和建築設計方面的地方性技術規則、規定等。

## 特點
规划委员推选由政府组织完成，委員會會議於市政府禮堂內召開，實時發布有關決策。而規委會實際運作缺乏框架制衡，存在濫權風險。

## 外部連結
- 廣州市規劃委員會 （页面存档备份，存于）